# Maison Lužanin à Miokovci
La maison Lužanin à Miokovci (en serbe cyrillique : Кућа Лужанина у Миоковцима ; en serbe latin : Kuća Lužanina u Miokovcima) se trouve à Miokovci, sur le territoire de la Ville de Čačak et dans le district de Moravica, en Serbie. Elle est inscrite sur la liste des monuments culturels de grande importance de la République de Serbie (identifiant no SK 510),,,.

## Présentation

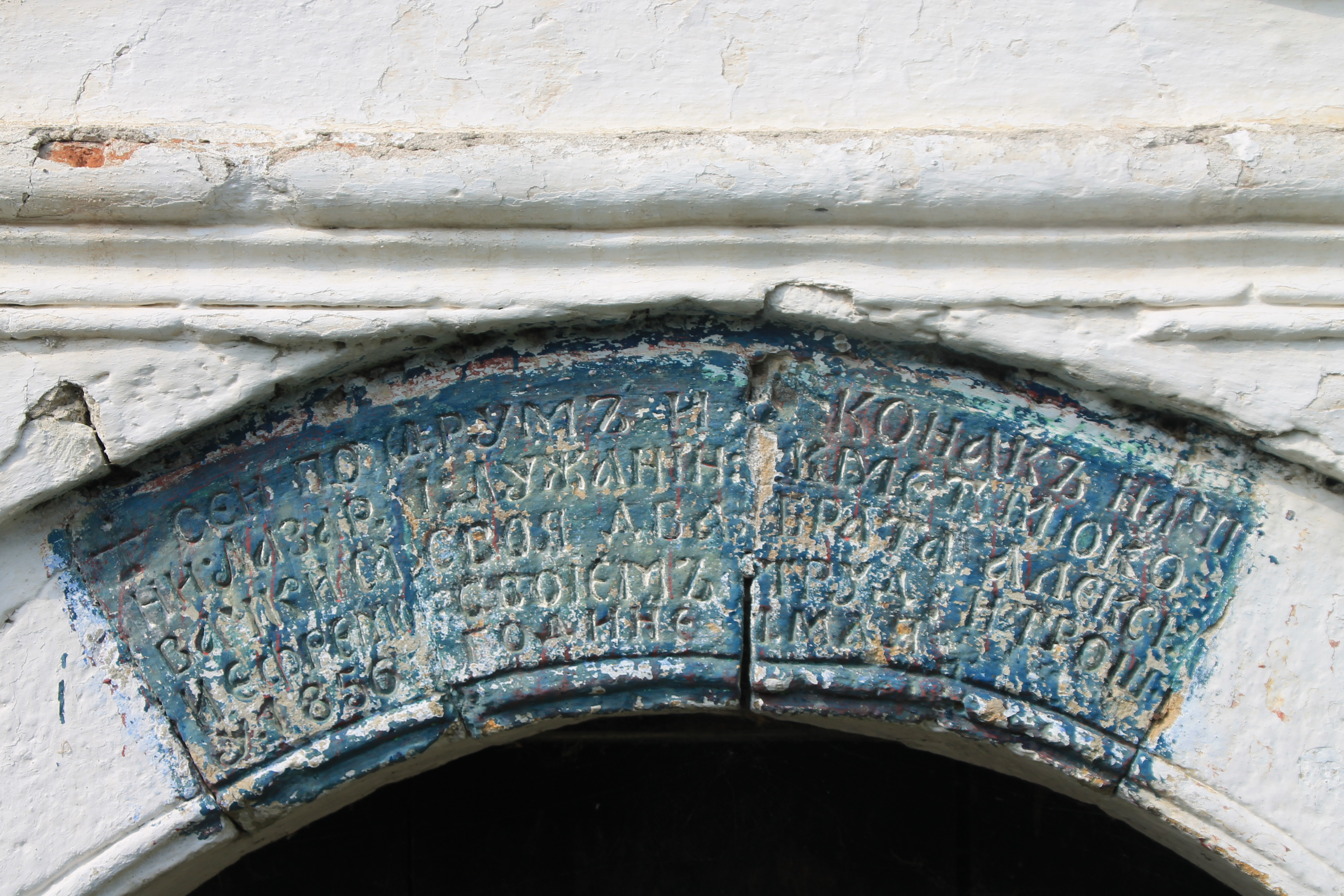
Inscription gravée au-dessus de l'entrée du sous-sol.

La maison, de type konak, a été construite en 1856 par Lazar Lužanin et ses deux frères, Aleksije et Jevrem, comme on peut le lire sur une inscription gravée au-dessus de la porte voûtée du sous-sol,.
Construite sur un terrain légèrement en pente, elle est constituée d'un sous-sol à demi enterré qui s'étend sous toute la maison et d'un étage avec un doksat (une sorte de galerie-terrasse) qui court tout le long de la façade sud par laquelle on entre dans la maison,. Le toit traditionnel à quatre pans est recouvert de tuiles et s'incline fortement sur le doksat grâce à un très long avant-toit,. La maison Lužanin a été construite selon la technique des colombages avec un remplissage de petites pierres,.
En tant que demeure d'une famille riche et puissante, dont l'aîné a participé à l'Assemblée de Saint-André (1858-1859), le bâtiment a été édifié dans l'idée d'imiter les konaks construits en ville et elle constitue, du coup, l'une des maisons rurales les plus développées du milieu du XIXe siècle,.
Des travaux de conservation de la façade et de remplacement de la toiture ont été réalisés en 1978,.

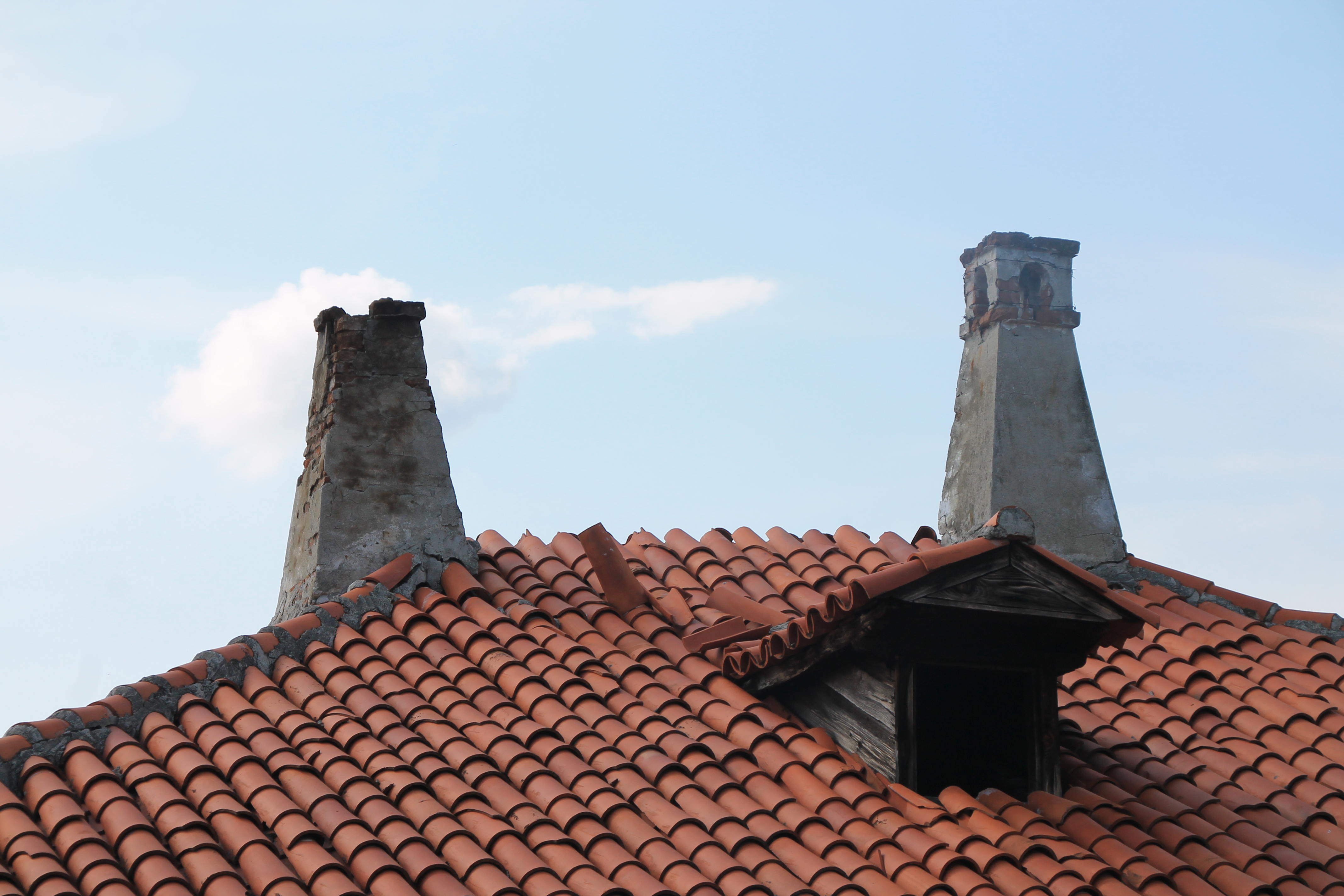
Détail de la toiture.
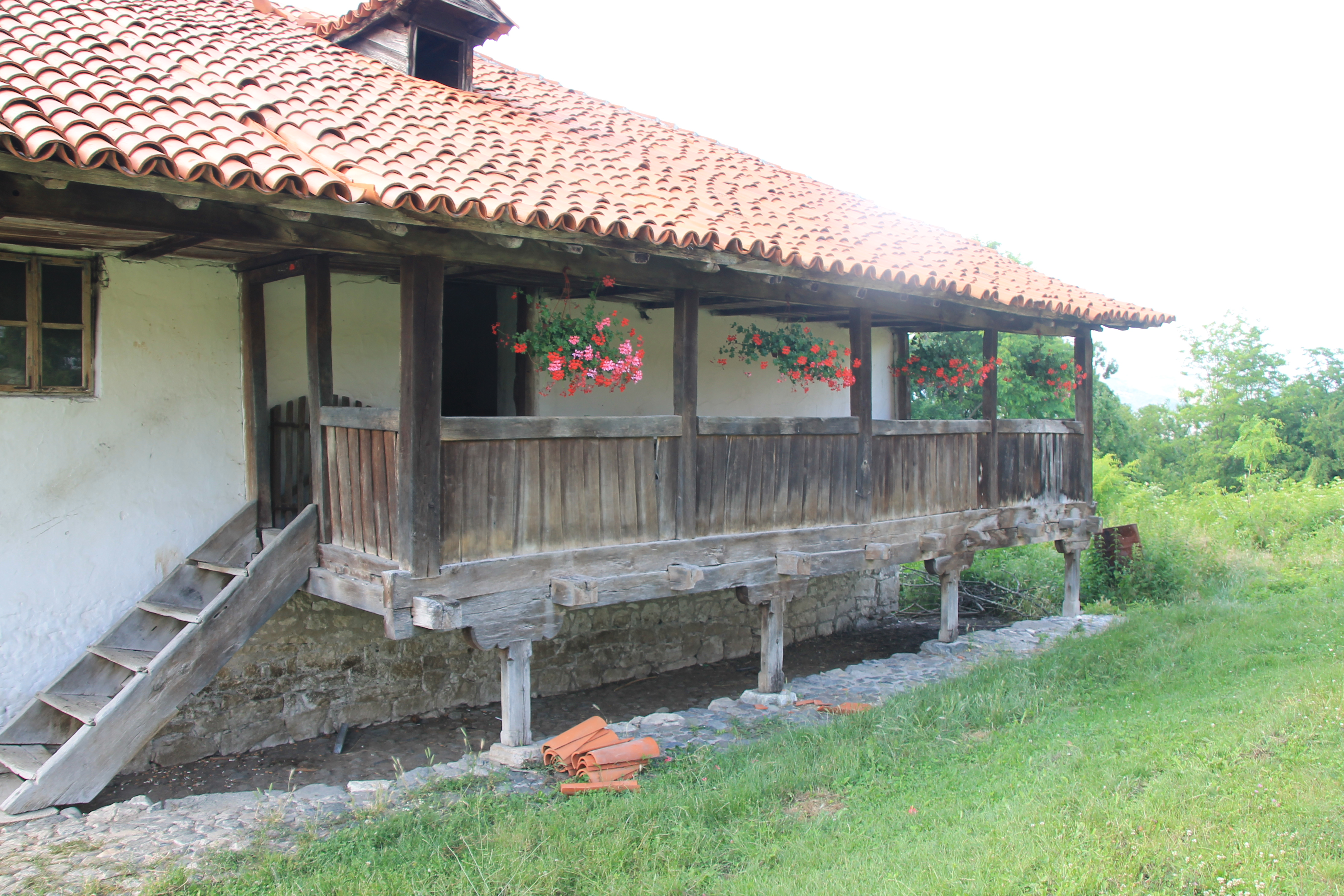
Détail du doksat.
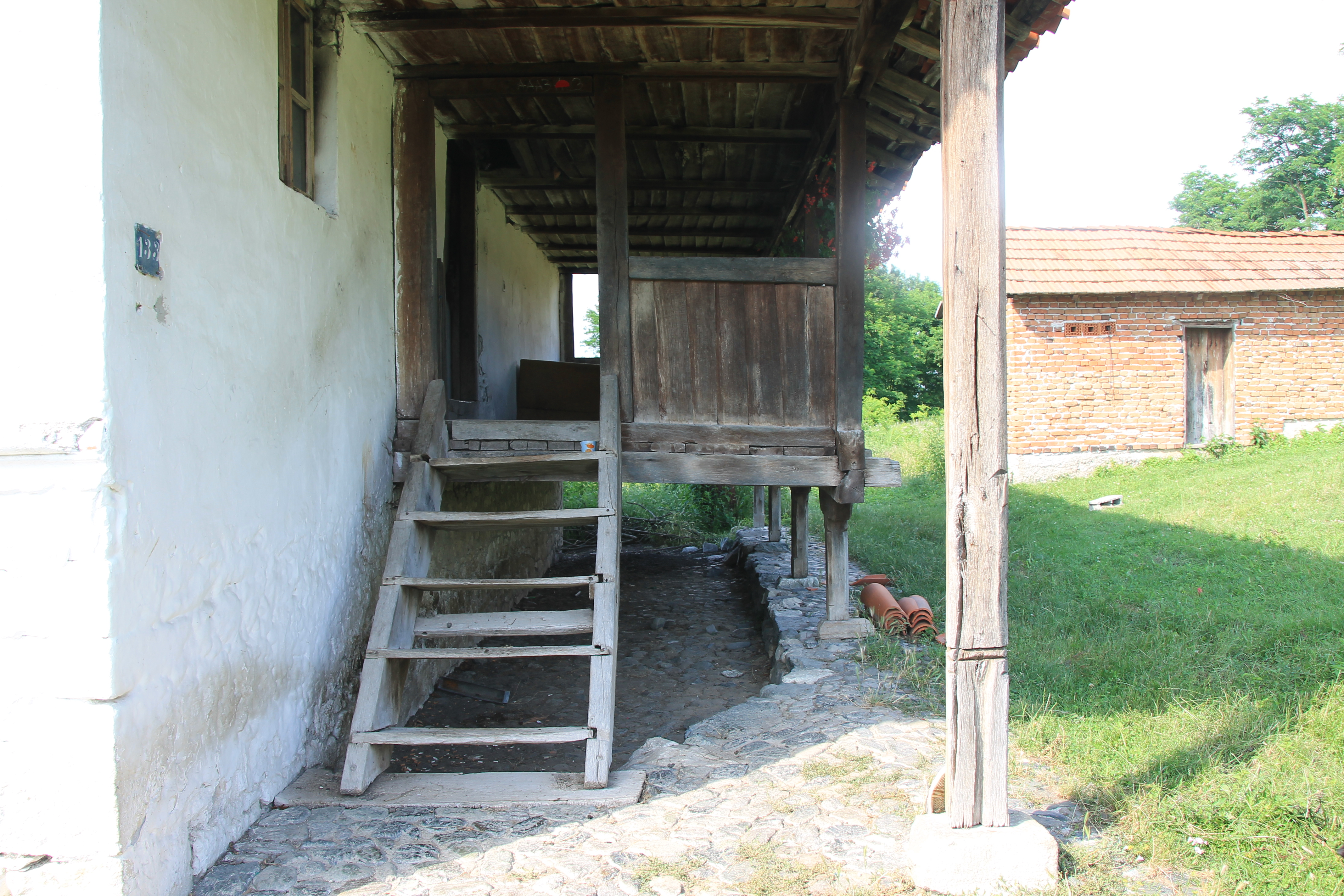
Détail de l'escalier menant au doksat.
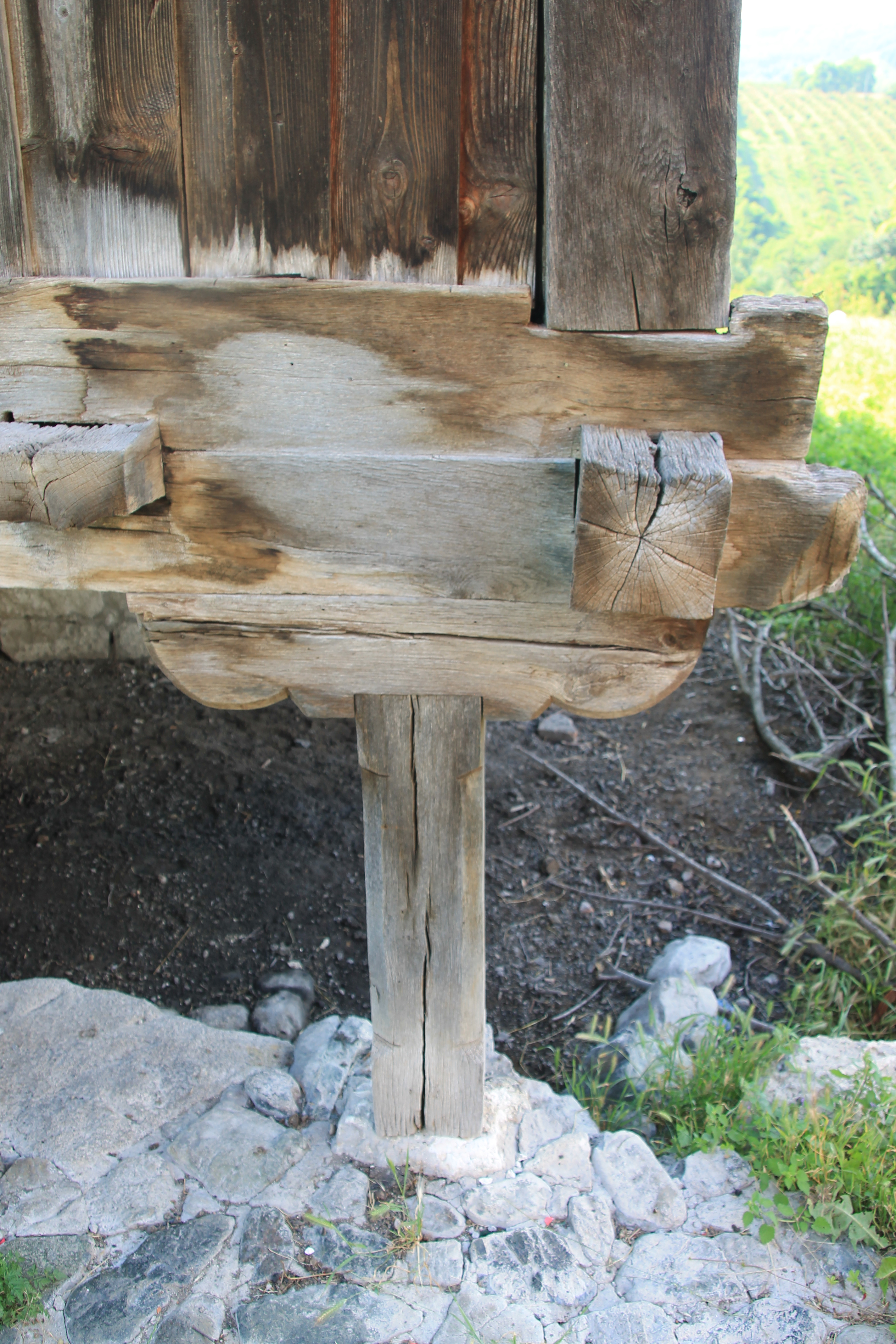
Détail de poutres.
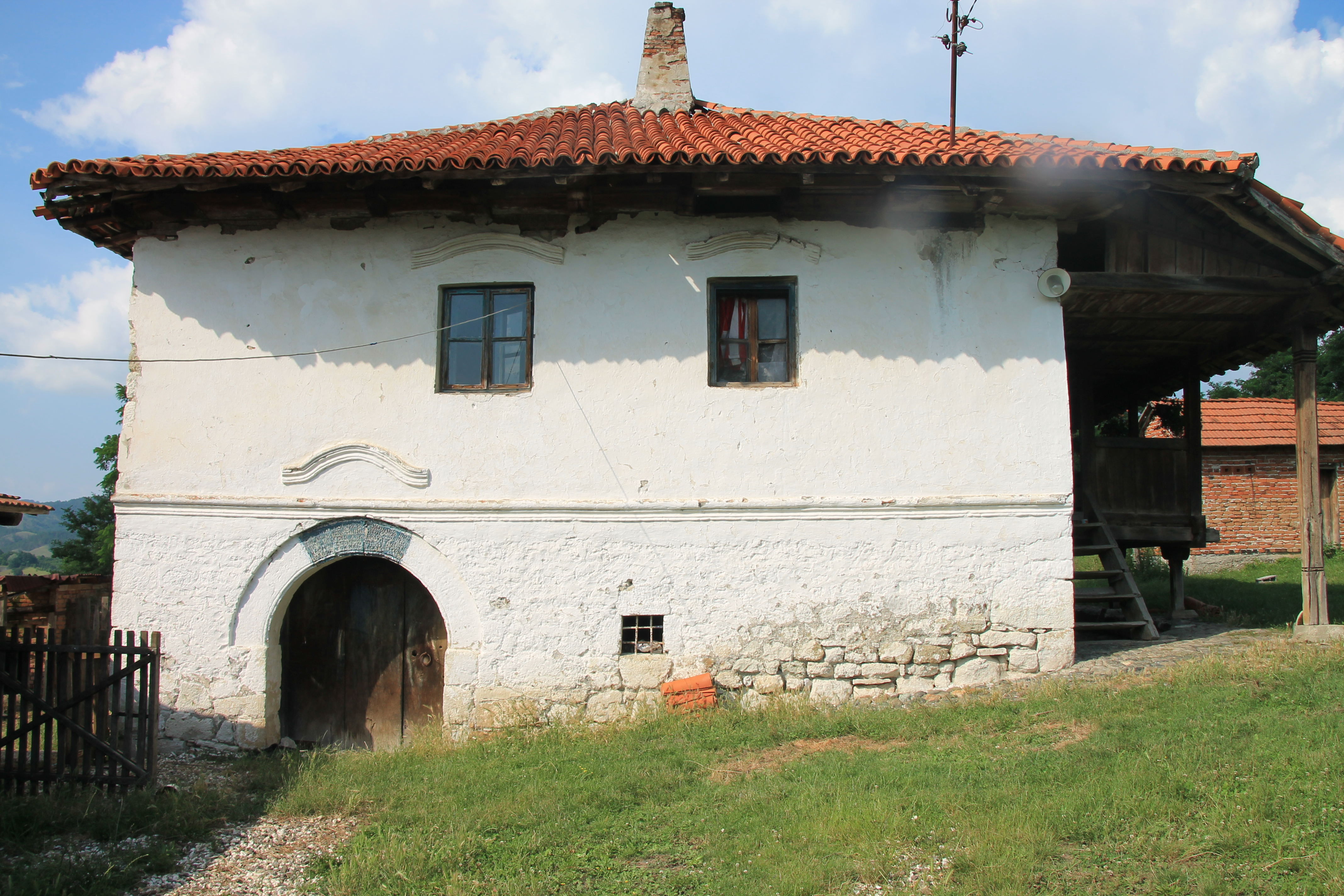
L'entrée du sous-sol-rez-de-chaussée et l'étage.
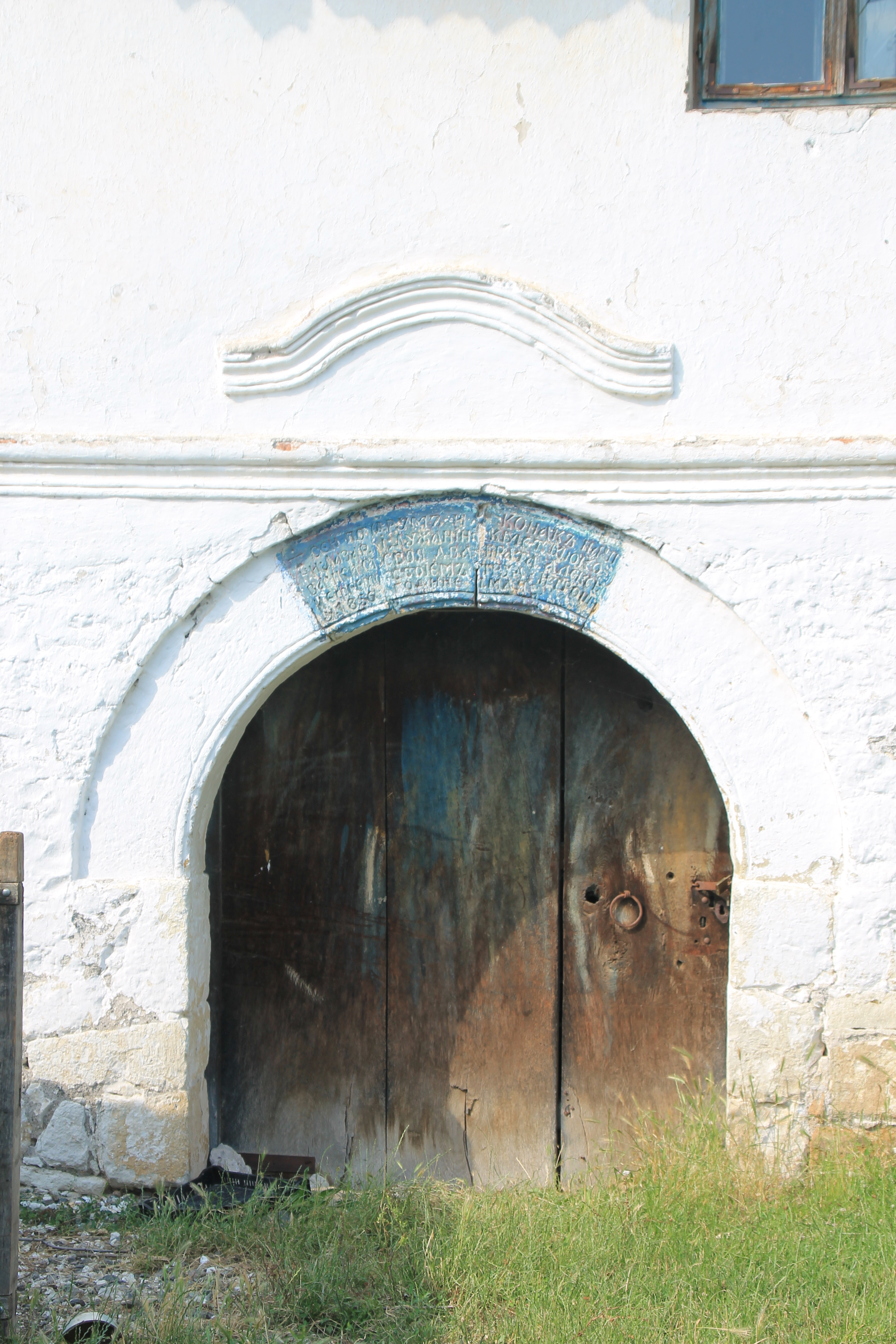
Détail du portail menant au sous-sol.